# Церковь Всех Святых (Вроцанка)
Церковь Всех Святых (пол. Kościół Wszystkich Świętych we Wrocance) — католическая церковь, находящаяся в селе Вроцанка, гмина Мейсце-Пястове, Кросненский повят, Подкарпатское воеводство. Приход входит в архиепархию Пшемысля Римско-католической церкви в Польше. Архитектурный памятник Подкарпатского воеводства, входящий в туристический маршрут «Путь деревянной архитектуры».
Церковь расположена в юго-западной части села, рядом с новой приходской церковью. Она находится на холме у берега реки Ясёлки.

## История
Первая приходская церковь во Вроцанке была построена до 1487 года. В конце 60-х годов XVIII века эта церковь была снесена. Сохранилась только кирпичная ризница XVII века.
Нынешняя приходская церковь Всех Святых была построена в 1770 году трудами прихожан и настоятеля Томаша Бочарского. Деревянная церковь представляет собой сруб на каменном фундаменте, наружные стены подбиты черепицей. В 1886 году храм был расширен часовней Святой Розалии и двумя крыльцами работы Кароля Грегора из Ясло и плотника Пухальски.
В то время, нео-готический интерьер храма был украшен фресками. Храм сильно пострадал во время Первой и Второй мировой войны. В 60-х годах XX века здание отремонтировали и частично реконструировали, восстановив большую часть структурных элементов оригинального здания. В 1970 году реставрационные работы были завершены.

## Примечание
1. ↑  Kościół pw. Wszystkich Świętych. Wrocanka. Дата обращения: 19 января 2013. Архивировано 6 июня 2013 года.